# Valtin Fuchs

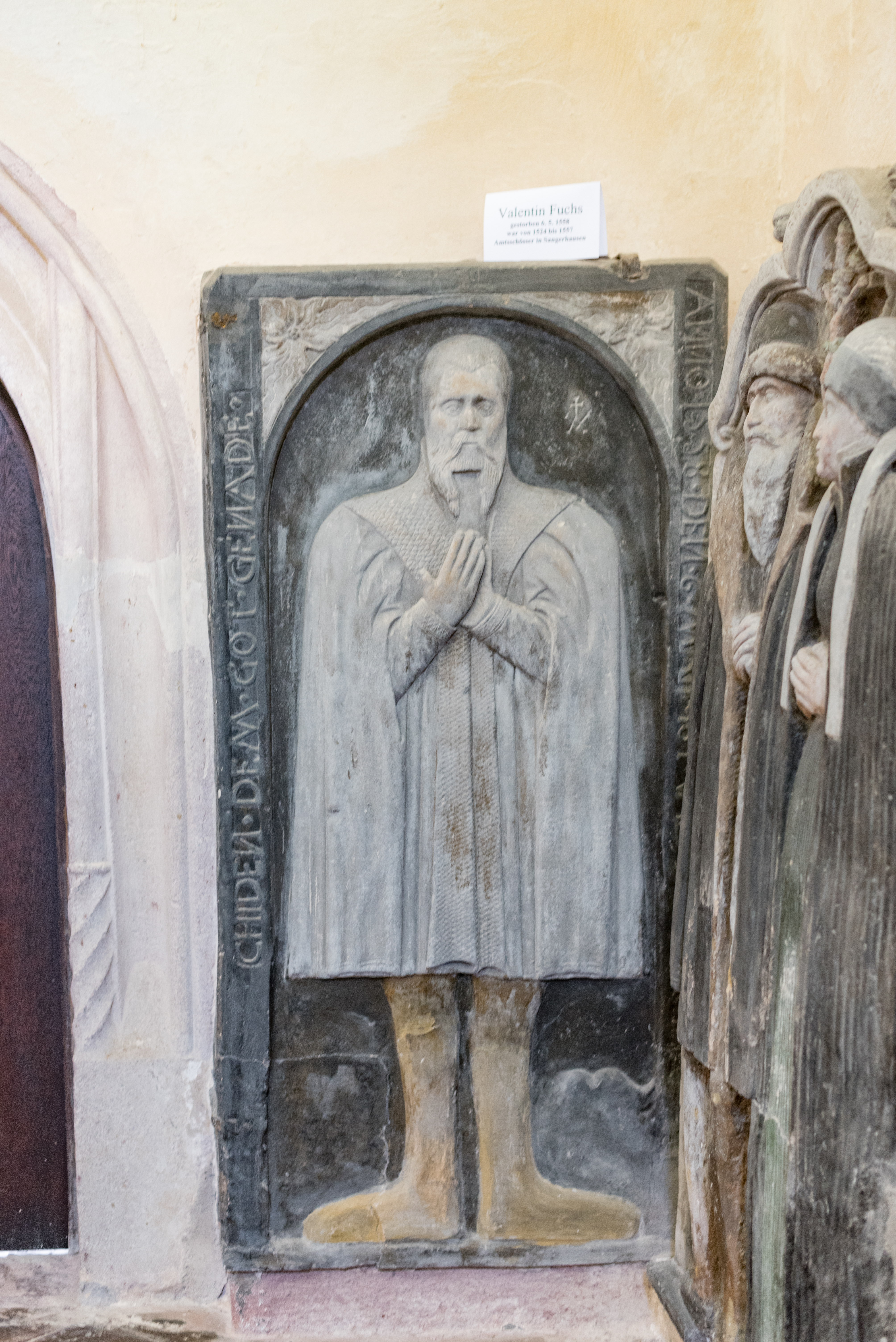
Grabplatte Valentin Fuchs in Sangerhausen

Valtin Fuchs, auch Valentin Fuchs, († 1558 in Sangerhausen) war ein kursächsischer Beamter. Er war bis zu seinem Tod Schösser des Amtes Sangerhausen und Gutsbesitzer in Emseloh. Als solcher erreichte er 1544 den Erwerb von Ländereien des 1538 aufgehobenen Klosters Kaltenborn. Das Gut hatte er durch Heirat erhalten.
Sein Grabmal befindet sich in der Evangelischen Pfarrkirche St. Ulrici zu Sangerhausen.
Sein Sohn Valtin Fuchs junior war 1564 Verwalter des kurfürstlichen Amtes Mühlberg.